# Rio Vermelho (kommun)
Rio Vermelho är en kommun i Brasilien.   Den ligger i delstaten Minas Gerais, i den sydöstra delen av landet, 600 km sydost om huvudstaden Brasília. Antalet invånare är 13 648.
I omgivningarna runt Rio Vermelho växer huvudsakligen savannskog. Runt Rio Vermelho är det glesbefolkat, med 14 invånare per kvadratkilometer.